# Río Grande (mina)
El proyecto Río Grande es una mina a cielo abierto que se encuentra ubicada en el departamento de Los Andes, en el oeste de la provincia de Salta, en la puna argentina, a una altitud de alrededor de 4000 m s. n. m.
El emplazamiento se encuentra en una región de excepcionales características geológicas: 150 km hacia el sureste de La Escondida, depósito de cobre clase mundial; 300 km al norte de Bajo de la Alumbrera, en la vecina provincia de Catamarca; 80 km hacia el sur del gran depósito de pórfido cuprífero de mina Taca Taca y a solo 10 km al oeste del depósito aurífero Lindero.

## Geología y mineralización
El proyecto Río Grande está alojado en un complejo intrusivo volcánico andesítico, datado en mioceno medio temprano (16,5 millones de años) parcialmente erosionado.
Se encuentra a lo largo de la tendencia local este-sureste del arco Archibarca, estructura geológica relacionada con el gran yacimiento pórfido cuprífero de La Escondida, en el norte de Chile, con el que comparte una serie de características de mineralización. 
El sistema también muestra alteraciones y mineralización óxido de hierro-cobre-oro similares a la estructura Candelaria, en Chile. Unos 300 km hacia el sur, la explotación Bajo de la Alumbrera está alojada en una estructura similar en cuanto a mineralización, paralela al sector local del arco Archibarca.
La mineralización cubre una superficie de aproximadamente 4 km² y consiste en magnetita y calcopirita diseminada y contenida en vetas. Los sulfuros de cobre primarios varían a óxidos de cobre secundario a profundidades superiores a los 200 m.

## Explotación y reservas
Las tareas de prospección detectaron una mineralización claramente desarrollada en forma de anillos concénticos, con los principales objetivos identificados como Norte, Sofía, Discovery, Suroeste y N°7.
La zona que abarca las áreas identificadas como Sofía y Discovery presenta una mineralización continua de una longitud de 1,5 km, con un ancho variable de 100 a 250 m y una profundidad de hasta 500 m.
Con base en los estudios realizados hasta el año 2015, los recursos del proyecto Río Grande son:
| Tipo de Recurso | Corte (% cobre equiv.) | Tonelaje    | Grado Cobre (%) | Grado Oro (g/ton) | Grado Plata (g/ton) | Cobre (miles de libras) | Oro (onzas) | Plata (onzas) | Cobre equiv. (%) |
| --------------- | ---------------------- | ----------- | --------------- | ----------------- | ------------------- | ----------------------- | ----------- | ------------- | ---------------- |
| Indicado        | 0.4                    | 55 257 862  | 0,342           | 0,359             | 4,38                | 416 240                 | 637 025     | 7 787 342     | 0,576            |
| Inferido        | 0.4                    | 101 088 174 | 0,303           | 0,308             | 4,45                | 674 405                 | 1 002 458   | 14 449 042    | 0,511            |